# Anisococcus oregonensis
Anisococcus oregonensis är en insektsart som beskrevs av Ferris 1950. Anisococcus oregonensis ingår i släktet Anisococcus och familjen ullsköldlöss. Inga underarter finns listade i Catalogue of Life.